# Frank Trigg
Dewey Franklin Trigg III (Nueva York, 7 de mayo de 1972), más conocido como Frank Trigg, es un artista marcial mixto, luchador profesional, árbitro, comentarista y presentador de televisión estadounidense. Trigg ha competido en Ultimate Fighting Championship (UFC), Pride Fighting Championship, Rumble on the Rock, Icon Sport-(Icon Sport Middleweight Champion), BAMMA, World Fighting Alliance, y ha hecho apariciones en la lucha libre profesional en Total Nonstop Action Wrestling.

## Carrera de artes marciales mixtas
En 1995, Trigg comenzó a estudiar yudo con el maestro y ex atleta olímpico, Patrick Burris. Fue mientras entrenaba con Burris que Trigg obtuvo su primer cinturón negro y se introdujo en el mundo de las artes marciales mixtas.
Trigg, un luchador campeón estatal de la escuela secundaria en su Nueva York natal, inicialmente luchó en el estado de Oklahoma antes de transferirse al Phoenix College. Después de terminar segundo en los campeonatos de la NJCAA, regresó a las filas de la NCAA cuando el archirrival, el Oklahoma State University–Stillwater, le ofreció una beca. Después de recibir su licenciatura en Asuntos Públicos y Administración en 1997, Trigg se quedó como entrenador asistente de los Sooners. Frustrado con su lugar en el orden jerárquico de la lucha libre de Estados Unidos, comenzó una carrera profesional en AMM, usando sus ganancias para pagar vuelos para participar en torneos internacionales de lucha libre. En 1999, Trigg luchó en PRIDE 8 en Japón, derrotando a Fabiano Iha por nocaut técnico (golpes). Menos de un año después, a principios de 2000, Trigg se clasificó como finalista de las pruebas olímpicas en lucha libre.
Vencer a algunos de los mejores atletas del mundo convenció a Trigg de que el siguiente paso era una carrera profesional en las artes marciales mixtas. A fines de 2000, Trigg luchó contra el campeón mundial de Shooto, Hayato Sakurai, por su título. Si bien Trigg inicialmente controló la pelea, Sakurai protagonizó una reaparición y noqueó a Trigg en el segundo asalto con rodillazos, lo que le dio a Trigg la primera derrota de su carrera.
Trigg se unió a World Fighting Alliance de 2001 a 2002, donde ostentaba el título de peso wélter de la WFA. Trigg estaba invicto en WFA.
Después de varios años con la WFA, en 2003, Trigg se unió a Ultimate Fighting Championship. Trigg obtuvo una oportunidad inmediata por el título contra el campeón Matt Hughes en UFC 45. Después de un enfrentamiento de agarre táctico al principio, Trigg fue sometido con una estrangulación en el primer asalto.
Trigg se recuperó rápidamente, derrotando a Dennis Hallman y Renato Verissimo en UFC 48 y UFC 50 para ganar otra oportunidad por el campeonato de peso wélter de Hughes.
En su segunda pelea en UFC 52, Trigg tuvo a Hughes al borde de la derrota luego de que un golpe bajo ilegal pasó desapercibido para el árbitro Mario Yamasaki. Hughes pasó a la posición inversa y golpeó a Trigg contra la lona antes de rendirlo con un estrangulamiento al final del primer asalto. Este fue considerado uno de los mejores combates en la historia de UFC.
Trigg regresó en UFC 54 para enfrentarse al futuro campeón de peso wélter Georges St-Pierre, donde perdió por estrangulamiento en el primer asalto. Esta derrota sería la última aparición de Trigg en UFC hasta UFC 103, casi 50 eventos después.

### Primer lanzamiento de UFC
Después de no asegurar otra pelea en el UFC, Trigg participó en el torneo de peso wélter de Rumble on the Rock de 2006, ganando su pelea de primera ronda contra Ronald Jhun. Fue derrotado en la segunda ronda por Carlos Condit.
Trigg permaneció inactivo después de esa derrota, enfocándose en su trabajo de transmisión con PRIDE FC.
Ganó el título de peso mediano de Icon Sport el 6 de diciembre de 2006, derrotando por nocaut técnico a Jason «Mayhem» Miller.
Su siguiente pelea fue en PRIDE 33, el 24 de febrero de 2007, contra el campeón del Grand Prix de peso mediano Kazuo Misaki. Trigg luchó contra Misaki y mantuvo el control en el suelo, ganando por decisión unánime.
Un mes después, el 31 de marzo de 2007, Trigg defendió sin éxito su título de peso mediano Icon Sport contra Robbie Lawler, perdiendo en el cuarto asalto por KO.
El 17 de diciembre de 2007, Trigg venció a Edwin Dewees en el primer asalto por rendición en HDNet Fights-Reckless Abandon. El 24 de agosto de 2008, Trigg viajó a Japón para competir en Sengoku 4, donde derrotó al medallista de oro olímpico de judo de 2000, Makoto Takimoto, por decisión unánime. El 3 de octubre de 2008, Trigg ganó por decisión unánime a Falaniko Vitale en Strikeforce: Payback en Denver, Colorado. El 14 de febrero de 2009, Trigg ganó por decisión unánime a Danny Babcock (5-2) en XCF: Rumble in Racetown en Daytona, Florida.

### Regreso a UFC (2009-2010)
El 27 de mayo de 2009, Trigg volvió a firmar con UFC después de llegar a un acuerdo de cuatro peleas con la compañía, donde regresó a la división de peso wélter contra el veterano de Ultimate Fighter Josh Koscheck en UFC 103. Koscheck derrotó a Trigg por nocaut técnico en el primer asalto.
Después de esta derrota decepcionante, Trigg se enfrentó al ex campeón de peso wélter de UFC Matt Serra en UFC 109 y perdió por segunda vez desde su regreso por KO (golpes) en el primer asalto.
Trigg fue liberado por UFC luego de su derrota ante Serra.

### Carrera tardía
Trigg regresó para el Campeonato de Lucha de Israel inaugural el 9 de noviembre. Trigg derrotó a Roy Neeman por golpes en el primer asalto. Después de la pelea, dijo que realmente no sabía qué era lo siguiente para él.
En BAMMA 6, Trigg derrotó al británico John Phillips por TKO (detención del médico) en el primer asalto.
Trigg estaba programado para ser el evento principal en BAMMA 7 contra Tom Watson por el título de peso mediano. Sin embargo, el 9 de agosto, se anunció que Watson tuvo que retirarse debido a una lesión en la espalda y sería reemplazado por Jim Wallhead en una pelea sin título. Trigg perdió la pelea por decisión dividida.
El 11 de julio de 2015, Trigg fue incluido en el Salón de la Fama de UFC junto con Matt Hughes por su segunda pelea en UFC 52.

## Arbitraje de artes marciales mixtas
Crítico durante mucho tiempo del arbitraje de AMM a partir de su segunda pelea con Hughes, Trigg fue abordado por el árbitro veterano John «Big John» McCarthy en 2011 con la oferta de tomar su curso de entrenamiento oficial. Trigg pasó varias sesiones con McCarthy aprendiendo los entresijos de ser un árbitro de AMM y comenzó a controlar peleas de aficionados en 2014. El 9 de diciembre de 2017, Trigg hizo su debut en UFC como árbitro, oficiando un enfrentamiento entre Alexis Davis y Liz Carmouche en UFC Fight Night: Swanson vs. Ortega.

## Registro de artes marciales mixtas
| Resultado | Récord | Oponente             | Método                                | Evento                                 | Fecha                    | Asalto | Tiempo | Localización                                | Notas |
| --------- | ------ | -------------------- | ------------------------------------- | -------------------------------------- | ------------------------ | ------ | ------ | ------------------------------------------- | ----- |
| Derrota   | 21-9   | Jim Wallhead         | Decisión (dividida)                   | BAMMA 7: Trigg vs. Wallhead            | 10 de septiembre de 2011 | 3      | 5:00   | Birmingham, Inglaterra, Reino Unido         |       |
| Victoria  | 21-8   | John Phillips        | TKO (golpes)                          | BAMMA 6: Watson vs. Rua                | 21 de mayo de 2011       | 1      | 2:41   | Londres, Inglaterra, Reino Unido            |       |
| Victoria  | 20-8   | Roy Neeman           | TKO (golpes)                          | Israel FC: Genesis                     | 9 de noviembre de 2010   | 1      | 2:36   | Tel Aviv, Israel                            |       |
| Derrota   | 19-8   | Matt Serra           | TKO (golpes)                          | UFC 109                                | 6 de febrero de 2010     | 1      | 2:23   | Las Vegas, Nevada, Estados Unidos           |       |
| Derrota   | 19-7   | Josh Koscheck        | TKO (golpes)                          | UFC 103                                | 19 de septiembre de 2009 | 1      | 1:25   | Dallas, Texas, Estados Unidos               |       |
| Victoria  | 19-6   | Danny Babcock        | Decisión (unánime)                    | XCF: Rumble in Racetown 1              | 14 de febrero de 2009    | 3      | 5:00   | Daytona Beach, Florida, Estados Unidos      |       |
| Victoria  | 18-6   | Falaniko Vitale      | Decisión (unánime)                    | Strikeforce: Payback                   | 3 de octubre de 2008     | 3      | 5:00   | Broomfield, Colorado, Estados Unidos        |       |
| Victoria  | 17-6   | Makoto Takimoto      | Decisión (unánime)                    | World Victory Road Presents: Sengoku 4 | 24 de septiembre de 2008 | 3      | 5:00   | Saitama, Prefectura de Saitama, Japón       |       |
| Victoria  | 16-6   | Edwin Dewees         | Rendición (kimura)                    | HDNet Fights: Reckless Abandon         | 15 de diciembre de 2007  | 1      | 1:40   | Dallas, Texas, Estados Unidos               |       |
| Derrota   | 15-6   | Robbie Lawler        | KO (golpes)                           | Icon Sport: Epic                       | 31 de marzo de 2007      | 4      | 1:40   | Honolulu, Hawái, Estados Unidos             |       |
| Victoria  | 15-5   | Kazuo Misaki         | Decisión (unánime)                    | PRIDE 33                               | 24 de febrero de 2007    | 3      | 5:00   | Las Vegas, Nevada, Estados Unidos           |       |
| Victoria  | 14-5   | Jason Miller         | TKO (patadas de fútbol)               | Icon Sport - Mayhem vs. Trigg          | 1 de diciembre de 2006   | 2      | 2:53   | Honolulu, Hawái, Estados Unidos             |       |
| Derrota   | 13-5   | Carlos Condit        | Rendición (triangle/armbar)           | Rumble on the Rock 9                   | 21 de abril de 2006      | 1      | 1:22   | Honolulu, Hawái, Estados Unidos             |       |
| Victoria  | 13-4   | Ronald Jhun          | Decisión (unánime)                    | Rumble on the Rock 8                   | 20 de enero de 2006      | 3      | 5:00   | Honolulu, Hawái, Estados Unidos             |       |
| Derrota   | 12-4   | Georges St-Pierre    | Rendición (rear-naked choke)          | UFC 54                                 | 20 de agosto de 2005     | 1      | 4:09   | Las Vegas, Nevada, Estados Unidos           |       |
| Derrota   | 12-3   | Matt Hughes          | Rendición (rear-naked choke)          | UFC 52                                 | 16 de abril de 2005      | 1      | 4:05   | Las Vegas, Nevada, Estados Unidos           |       |
| Victoria  | 12-2   | Renato Verissimo     | TKO (codazos)                         | UFC 50                                 | 23 de noviembre de 2002  | 2      | 2:11   | Atlantic City, Nueva Jersey, Estados Unidos |       |
| Victoria  | 11-2   | Dennis Hallman       | TKO (golpes)                          | UFC 48                                 | 22 de octubre de 2004    | 1      | 4:15   | Las Vegas, Nevada, Estados Unidos           |       |
| Derrota   | 10-2   | Matt Hughes          | Rendición (standing rear-naked choke) | UFC 45                                 | 21 de noviembre de 2003  | 1      | 3:54   | Uncasville, Connecticut, Estados Unidos     |       |
| Victoria  | 10-1   | Dennis Hallman       | TKO (golpes)                          | WFA 3: Level 3                         | 23 de noviembre de 2002  | 1      | 3:50   | Las Vegas, Nevada, Estados Unidos           |       |
| Victoria  | 9-1    | Jason Medina         | TKO (rendición a codazos)             | WFA 2: Level 2                         | 5 de julio de 2002       | 1      | 3:43   | Las Vegas, Nevada, Estados Unidos           |       |
| Victoria  | 8-1    | Laverne Clark        | TKO (rendición a golpes y codazos)    | World Fighting Alliance 1              | 3 de noviembre de 2000   | 3      | 2:15   | Las Vegas, Nevada, Estados Unidos           |       |
| Derrota   | 7-1    | Hayato Sakurai       | TKO (rodillazos)                      | Shooto: R.E.A.D. Final                 | 17 de diciembre de 2000  | 2      | 2:25   | Chiba, Prefectura de Chiba, Japón           |       |
| Victoria  | 7-0    | Ray Cooper           | Rendición (forearm choke)             | WEF: New Blood Conflict                | 26 de agosto de 2000     | 2      | 3:05   | Sin datos                                   |       |
| Victoria  | 6-0    | Fabiano Iha          | TKO (golpes)                          | PRIDE 8                                | 21 de noviembre de 1999  | 1      | 5:00   | Tokio, Japón                                |       |
| Victoria  | 5-0    | Jean Jacques Machado | TKO (detención de la esquina)         | Vale Tudo Japan 1998                   | 25 de octubre de 1998    | 3      | 0:20   | Tokio, Japón                                |       |
| Victoria  | 4-0    | Marcelo Aguiar       | TKO (golpes)                          | Shooto - Las Grandes Viajes 3          | 13 de mayo de 1998       | 2      | 3:08   | Tokio, Japón                                |       |
| Victoria  | 3-0    | Dan Gilbert          | Rendición (forearm choke)             | Unified Shoot Wrestling Federation 7   | 18 de octubre de 1997    | 1      | 2:45   | Texas, Estados Unidos                       |       |
| Victoria  | 2-0    | Javier Buentello     | Rendición (rear-naked choke)          | Unified Shoot Wrestling Federation 7   | 18 de octubre de 1997    | 1      | 2:35   | Texas, Estados Unidos                       |       |
| Victoria  | 1-0    | Ali Elias            | KO (rodillazo)                        | Unified Shoot Wrestling Federation 7   | 18 de octubre de 1997    | 1      | 10:36  | Texas, Estados Unidos                       |       |